# Гонда, Карой
Карой Гонда (венг. Gonda Károly; более известен как Чарльз Генри Гонда (англ. Charles Henry Gonda); урожд. Карой Гольдштейн; 22 июня 1889 года, Дьёндьёш, Австро-Венгрия — 1 апреля 1969 года, Лейквуд, штат Нью-Джерси, США) — венгерский архитектор, известный своими проектами в стиле модернизма и ар-деко, построенными в Шанхае и других китайских городах.
Получил европейское образование в сфере архитектуры. В годы Первой мировой войны служил в австрийской армии, попал в плен к русским, после освобождения вместе с русской женой и её детьми эмигрировал в Китай. Именно с Китаем оказалась связана вся профессиональная карьера Гонды как архитектора. В Шанхае и других городах он спроектировал свыше 40 зданий, большая часть из которых сохранилась до настоящего времени. Среди крупнейших работ архитектора — кинотеатр «Капитоль», универмаг «Синь Синь», кинотеатр «Катэй», Банк Восточной Азии и Банк коммуникаций.
После основания КНР в 1949 году Гонда перевёз семью в США. Оставив архитектуру, Гонда сосредоточился на пейзажной живописи. Умер 1 апреля 1969 года, спустя год после смерти жены.

## Биография
Карой Гольдштейн родился 22 июня 1889 года в семье купца Хенрика Гольдштейна (венг. Goldstein Henrik) и домохозяйки Розы Балканьи (англ. Balkányi Róza). В 1902 году на волне политики венгеризации населения Гольдштейны сменили фамилию на Гонда, которая звучала более «по-венгерски». После смерти Хенрика семья переехала в Вену, где Карой получил среднее образование, а его старший брат, Аурел, начал работать врачом. В 1908 году Карой поступил в технический колледж Венской школы архитектуры (венг. Bécsi Műszaki Főiskola), но бросил учебу в течение летнего семестра 1914 года. Вслед за этим юноша отправился в Париж, где он (по информации некоторых источников) получил диплом в Школе изящных искусств, после чего проработал около года в Лондоне.
С началом Первой мировой войны Карой и Аурел были призваны в армию. Карой служил в 309-м полку пехоты национальной гвардии, в 1917 году был награждён за проявленную доблесть серебряной медалью второго класса. Позже он был захвачен русскими и отправлен в лагерь для военнопленных под Никольско-Уссурийском. Находясь в плену, он встретил Евдокию, дочь известного архитектора Николая Всеволодовича Дмитриева, которая переехала во Владивосток из Москвы, спасаясь от революции. Поскольку Гонда говорил на венгерском, немецком, английском, французском и русском языках, Евдокия наняла его в качестве репетитора для двух своих сыновей, Георгия и Владимира. Карой и Евдокия поженились в январе 1919 года, и вскоре Гонда усыновил детей Евдокии.
По мере того, как Россия все глубже погружалась в пучину гражданской войны, пара покинула страну и отправилась в Китай, прибыв в Шанхай 15 сентября 1920 года; впоследствии к ним присоединились дети. Карой Гонда, называвший сам себя Чарльз Генри Гонда, нашёл работу в Департаменте имущества и недвижимости британской фирмы Probst, Hanbury & Co., и семья обосновалась на Диксвелл-род (Dixwell Road; нынешняя Лиян лу; 溧阳路). После того, как Гонда получил повышение по службе, семейство переехало на более центральную Ферри-род (Ferry Road; ныне Сикан-лу 西康路), где обосновалось в роскошной вилле, выполненной в колониальном стиле, с частным теннисным кортом и прислугой. По мере того, как Гонда приобретал известность как архитектор, круг его общения рос и стал включать самых влиятельных жителей Шанхая, включая британского финансиста Виктора Сассуна. Гонды также общались с венграми, австрийцами и русскими, многие из которых были бывшими военнопленными.
Архитектурная карьера Гонды длилась более 25 лет. По некоторым данным, он спроектировал более сорока зданий в одном только Шанхае. Гонда был ярким поборником модерна в архитектуре и даже опубликовал статью под названием «Современные и древние формы в местной архитектуре», в которой выразил отрицательное отношение к историзму: 

Как инженер отказывается проектировать дирижабль в готическом или ренессансном стиле, так и архитектор должен отказаться от проектирования банковского здания или жилого дома в стиле готики или эпохи Возрождения. […] Пора услышать пульс нашего времени, чтобы из ужасного хаоса безвкусицы медленно, но верно пробудился новый стиль.
Гонда был одним из прародителей модернизма в архитектуре Шанхая: 

Новая архитектура появилась на свет из лона механического века, и неважно, правильно или нет называть ее модернистской, она логически вытекает из огромных изменений в жизни общества, в методах строительства, в наших потребностях и вкусах.
Помимо архитектуры Чарльз Гонда увлекался масляной живописью: его картины часто выставлялись на шанхайских художественных выставках и он был включен в состав избирательных комиссий. Он был активным членом еврейской общины Шанхая и участвовал в кампаниях по сбору средств, а также в благотворительных акциях в пользу русских беженцев в Шанхае.
В 1938 году брат архитектора, доктор Аурел Гонда, вместе с семьей бежал из Вены от нацистов и присоединился к Чарльзу Гонде в Шанхае. После победы коммунистов в Китае в 1949 году братья вместе с семьями уехали в США и обосновались в Лейквуде, штат Нью-Джерси. Оставив архитектуру, Гонда сосредоточился на пейзажной живописи. Он умер в 1969 году, через год после своей жены.

## Архитектурная карьера К. Гонды

### 1920-е годы
Архитектурная мастерская Чарльза Генри Гонды под названием «C. H. Gonda» открылась в начале 1922 года на улице Эзра Роуд. Поначалу помимо самого архитектора в компании работали всего два человека: русский помощник Н. Н. Еманов и китайский агент Л. К. Моу, но по мере роста студии в работу вовлекались архитекторы, инженеры, дизайнеры интерьеров и чертежники, в основном из восточноевропейских и русских общин, а также китайские специалисты. Список работников фирмы «C. H Gonda» в июле 1926 года состоял из 11 имен, включая представителя в Тяньцзине.
Специализируясь на коммерческих зданиях, компания Гонды выигрывала проектировочные конкурсы и получала крупные заказы в Шанхае, Ханчжоу, Цюфу, Тяньцзине и Пекине. Его самым ранним известным проектом является строительство нового магазина «Лейн Кроуфорд» на главной торговой улице Шанхая, Нанкин лу. Следующим проектом стало строительство Банка «Чжуннань» (China and the South Sea Bank) в Тяньцзине, которым Гонда руководил летом 1923 года. Он несколько раз ездил в Амой (Сямынь) и в 1923 году был избран почетным архитектором в Сямэньском университете.
Следующим творением Гонды стал проект универмага «Синь Синь», расположенного на Нанкин лу. Строительство началось в начале 1924 года и завершилось в январе 1926 года. Постройка обошлась в 4 000 000 лянов. Семиэтажный универмаг, гостиница и развлекательный центр были увенчаны башней, достигающей 55 метров в высоту. Пресса называла «Синь Синь» «просторным и необычным универмагом[…], построенным по новейшему образцу, [с] множеством окон и обильным освещением, удобными лифтами и приятными витринами».
В апреле 1925 года началось строительство шестиэтажного Банка Восточной Азии (东亚银行) на углу Цзюцзян лу и Сычуань чжун лу. Когда здание открылось в феврале 1926 года, пресса называла его «триумфом [Гонды], выполненном в новом для Шанхая архитектурном стиле». На первом этаже здания применялись инновационные конструктивные решения, такие как банковский зал без единой колонны.
В 1927 году в центре города появился еще один проект Гонды — здание «Шамун» (Shahmoon Building) на ул. Мьюзеум-род (Museum Road; ныне Хуцю лу), собственность компании S. E. Shahmoon & Co. В архитектуре здания отмечали оригинальность, простоту и гармоничный декор. Изогнутый фасад горизонтально поделен на три части и увенчан ступенчатой башней в стиле ар-деко (часто встречающийся элемент в зданиях, спроектированных Гондой). В здании «Шамун» располагался кинотеатр «Капитоль» и офисы мировых кинопрокатных компаний. В 1000-местном кинозале, выстроенном без колонн, заслоняющих обзор экрана, впервые в Шанхае использовалось кондиционирование воздуха. Фойе было богато украшено фресками работы русского скульптора В. С. Подгурского и двадцатью аллегорическими скульптурами, изображавшими разные жанры искусства, созданными венгерским скульптором Г. Коппань (György Koppány). Скрытые светильники и декоративные медные решетки создавали в помещениях торжественную театральную атмосферу.
В феврале 1928 года Гонда объявил о партнёрстве с немецким архитектором Эмилем Бушем (Emil Busch). Совместное предприятие получило название Gonda & Busch (китайское название 鸿宝) и располагалось в здании «Шамун». Студия создала проект «Гранд-театра», переоборудованный из старого здания «Карлтон» (Carlton Ballroom) на Баблинг-Уэлл род (западная часть нынешней Нанкин лу) напротив ипподрома. Кинотеатр открылся в декабре 1928 года и был назван «самым роскошным на Дальнем Востоке». Помимо зрительного зала на 1200 мест в нём разместилось два чайных буфета, украшенных джазовыми мотивами. Пресса отмечала, что компания Gonda & Busch «достигла выдающегося результата, сохранив прекрасную старую закругленную лестницу и старые купольные потолки в просторных залах с самыми передовыми идеями в театральном оформлении».
Еще одним проектом Gonda & Busch стало строительство 5-этажного склада Melchers Godown, принадлежащего немцу А. Видману (A. Widmann). Склад открылся в мае 1929 года на Восточном Бродвее (East Broadway; ныне Дундамин лу 东大名路). В конце года партнерство Gonda & Busch распалось.
В декабре 1929 года Гонда опубликовал проект 16-этажного «Гранд-отеля» по заказу Grand Realty Co., который должен был стоять рядом с «Гранд-театром» напротив ипподрома; позднее заявленная высота здания была увеличена до 21 этажа. Отель предусматривал 560 номеров на верхних этажах, а на нижних этажах располагались десять бальных и концертных залов. Стоимость строительства, которое должно было начаться осенью 1930 года, оценивалась в 900 000 лянов; затем стоимость была пересчитана и доведена до 2 500 000 лянов. Одновременно был опубликован проект четырехэтажного офисного здания для Grand Realty Co., оцененного в 200 000 лянов. Здание должно было стоять на углу Burkill и Park Roads и специализироваться на офисах для юридических и медицинских контор. Ни один из этих проектов не был реализован. Еще одним нереализованным проектом 1929 года стал 7-этажный жилой дом на углу рут Лафайет (Route Lafayette) и рут Пишон (Route Pichon) во Французской концессии. Здание было рассчитано на 28 квартир и включало гаражи для жильцов и сад на крыше; стоимость строительства оценивалась в 200 000 таэлей.

### 1930-е годы
Следующее десятилетие ознаменовалось реализацией нескольких проектов Гонды. В августе 1930 года он возглавил реконструкцию универмага "Whiteaway, Laidlaw & Co." на Нанкин лу. Задача архитектора состояла в улучшении естественного освещения и вентиляции за счет добавления стальных створчатых окон, а также в визуальном обновлении фасада путем удаления избыточных декоративных элементов. Когда в ноябре 1930 года здание все еще было покрыто строительными лесами, пожар охватил два верхних этажа и уничтожил большую часть недавно законченных интерьеров.
В сентябре 1930 года открылось ещё одно здание по проекту Гонды — Шанхайская еврейская школа на Сеймур-род (Seymour Road; ныне Шэньси бэйлу), расположенная рядом с синагогой «Охел Рахель» (Ohel Rachel Synagogue). Двухэтажное здание, рассчитанное на 250 учеников, было построено за 200 000 лянов на средства предпринимателя С. Перри, который скончался незадолго до этого. Здание, смоделированное по образу новейших школ в Голландии и США, включало актовый зал и столовую. Утилитарная конструкция, лишенная «ненужных и бессмысленных украшений», позволила обеспечить максимальный доступ дневного света и воздуха в классные комнаты.
Луна-парк — центр развлечений под открытым небом — по проекту Гонды открылся в июле 1931 года в портовом районе Янцзепоо (Yangtzsepoo; ныне Янпу 杨浦区), как раз к первому общегородскому конкурсу красоты Мисс Шанхай. Архитектор называл Луна-парк «выдающимся архитектурным произведением для Шанхая». В том же году Гонда также разработал интерьер русского ресторана «Валенсия» в здании Hall & Holtz на улице Сычуань лу.
В первый день 1932 года на авеню Жоффр (Avenue Joffre; ныне Хуайхай лу) открылся кинотеатр «Катэй», который стал ещё одним триумфом для Гонды. Железобетонная конструкция, отделанная красным кирпичом, была названа «сверх-суперсовременной», а «роскошный интерьер» заставлял зрителя «онеметь от изумления», хотя некоторые журналисты также называли интерьер «странным». Интерьеры были выполнены в бронзовых, оранжевых и золотых цветах. Для зрительного зала на 1080 мест Гонда спроектировала специальные кресла, уделяя особое внимание их «уклону, высоте, комфорту и внешнему виду». В кинотеатре «Катэй» применялось новейшее кинооборудование; один из проекторов был установлен на крыше для показа фильмов на свежем воздухе.
В ноябре 1932 года, через два года с начала строительства, в районе Хункоу (虹口) открылся кинотеатр «Ритц» на 2000 мест, который стал самым большим кинотеатром на тот момент в Шанхае. Строгий геометрический фасад был лишен украшений и предусматривал место для рекламных щитов. На первом этаже одноэтажного железобетонного здания располагалось овальное фойе с куполообразным потолком, а зрительный зал на 2000 мест находился на подземном этаже.
В 1934 году Гонда опубликовал проект кинотеатра «Космополитэн», который должен был появиться на границе Французской концессии и Китайского города. Благодарю отсутствию декоративных элементов шестиэтажное здание кинотеатра избегало «типичных недостатков квазимодернизма». Кинозал на первом этаже был рассчитан на 1100 мест; над ним размещались два этажа офисов и три этажа квартир. Навес над входом использовался для освещения и для анонсов; три подсвеченные колонны над навесом поддерживали аллегорические фигуры, держащие шарообразные прожекторы. Широкая арка авансцены простиралась над всем зрительным залом; сцена могли использоваться как для театральных постановок, так и для кинопоказов.
Опыт Гонды в строительстве кинотеатров и отелей обеспечивал ему заказы в других городах Китая. В конце 1934 года он спроектировал 800-местный кинотеатр «Капитоль» в Пекине и 900-местный кинотеатр «Виктория» в Британской концессии в Тяньцзине. Последний располагался на угловом участке и сочетал вертикальную ступенчатую конструкцию в центре с горизонтально вытянутыми крыльями. Навес над входом выполнял функцию освещения, а интерьер освещался скрытыми лампами. Проект театра «Капитоль» в Яньтай также приписывается Гонде.
В начале 1936 года на улице Упин-лу в Ханчжоу открылся «Гранд-отель» (大华饭店), спроектированный Гондой для местного магната В. С. Туна (W. S. Tung) на месте частной виллы. Четырехэтажное бетонное здание с видом на знаменитое озеро Сиху имело 30 номеров, каждый с ванной комнатой и встроенным балконом.
Вернувшись в Шанхай, Гонда помог своему двоюродному брату, конферансье Джо Фаррену (Joe Farren), спроектировать ночной клуб в западной части Международного сеттльмента, который открылся в декабре 1937 года. Превращение виллы в ночной клуб потребовало «структурных изменений очень сложного характера». Гонда внедрил свою характерную схему непрямого освещения, минималистичные линии, пружинистый танцпол и встроенный кондиционер.
В 1938 году Гонда осуществил преобразование торгового пассажа в многоквартирном доме Bubbling Well Apartments в 500-местный кинотеатр Uptown Theatre, по заказу компании Asia Theatres Inc.. В декабре 1939 года на улице Bubbling Well Road открылся кинотеатр «Рокси» (Roxy Theatre) компании Far Eastern Theatres, Inc. Он был перестроен из кинотеатра «Эмбасси» (Embassy Theatre), ранее стоящего по этому адресу. Сохранив первоначальный фундамент и несущие стены, Гонда полностью перепроектировал здание, сделав акценты на «простоте и величии вместо множества мелких деталей».

### 1940-е годы
В 1941 году Гонда спроектировал малоэтажный жилой комплекс Hardoon Villas (哈同别墅) для China Star Land Investment Co, состоящий из 88 трехэтажных зданий, по адресу 910 Weihai Road. В том же году был построен кинотеатр «Куинс» (Queen’s Theatre; 皇后大戏院) на улице Yu Ya Ching Road, по заказу китайской компании Queen’s Theatres Inc. Кинотеатр открылся в феврале 1942 года; строительство обошлось в 3 000 000 лянов серебром. Зрительный зал был рассчитан на 1450 мест, которые были сделаны непривычно широкими и располагались на двух наклонных плоскостях. Отойдя от привычной конструкции потолка, архитектор создал ступенчатое понижение уровня вплоть до авансцены, с целью улучшить акустические свойства зала.
В 1942 году на рю Лафайет (Rue Lafayette) во Французской концессии был построен кинотеатр «Рояль» на 950 мест для компании Société Française des Cinemas. Отделка вестибюля была выполнена из разноцветной штукатурки с нарочито грубой текстурой, освещенной декоративными светильниками, а в зале были скрытые люминесцентные лампы.
Последним крупным проектом компании C. H. Gonda в Шанхае стал Банк коммуникаций на набережной; проект был разработан еще в 1937 году, но отложен из-за японской оккупации. Строительство завершилось в 1948 году при содействии китайской фирмы Allied Architects. Здание характеризуется упрощенными формами в стиле позднего ар-деко с акцентными вертикальными линиями и завершается фигурной башнеобразной композицией. В соответствии со стилистикой ар-деко все вертикали имеют закругленные торцы. Это усиливает эффект устремленности вверх и зрительно увеличивает высоту здания. Стены здания оштукатурены, кроме нижнего этажа и высокого портала входа, облицованных чёрным мрамором.

## Известные работы
| Проект | Название                            | Год создания | Адрес                            | Современное состояние | Историческое фото | Современное фото |
| ------ | ----------------------------------- | ------------ | -------------------------------- | --------------------- | ----------------- | ---------------- |
|        | Магазин «Лейн Кроуфорд»             | 1922         | Nanjing Road                     | Не сохранился         |                   |                  |
|        | China and the South Sea Bank        | 1923         | Tianjin, 88 North Jiefang Road   | Сохранился            |                   |                  |
|        | Bank of East Asia                   | 1925         | 299 Middle Sichuan Road          | существует            |                   |                  |
|        | Торговый центр Синь Синь            | 1926         | ул. Нанцзинь лу 720              | существует            |                   |                  |
|        | Capitol Theatre                     | 1927         | Хуцю лу 146                      | сохранился            |                   |                  |
|        | Whiteaway, Laidlaw & Co             | 1930         | 100 East Nanjing Road            | существует            |                   |                  |
|        | Cosmopolitan Theatre                | 1930         | 550 Dongchangzhi Road            | не существует         |                   |                  |
|        | Luna Park                           | 1931         | Yangtszepoo                      | не сохранился         |                   |                  |
|        | Катей (кинотеатр, Шанхай)           | 1931         | 870 Middle Huaihai Road          | существует            |                   |                  |
|        | Jewish School on Seymour Road       | 1931         | 500 North Shaanxi Road           | существует            |                   |                  |
|        | Ritz Theatre                        | 1932         | 330 Haining Road                 | существует            |                   |                  |
|        | Cosmopolitan Theatre                | 1934         | Boulevard des Deux Republiques   | неизвестно            |                   |                  |
|        | Grand Hotel                         | 1935         | Hangzhou                         | неизвестно            |                   |                  |
|        | Interior of the Farren’s Night Club | 1936         | 325 Great Western Road           | не сохранился         |                   |                  |
|        | Uptown Theatre                      | 1938         | 991 West Nanjing Road            | существует            |                   |                  |
|        | Victoria Theatre                    | 1938 ранее   | Tianjin                          | неизвестно            |                   |                  |
|        | Capitol Theatre                     | 1938 ранее   | Peiping (Beijing)                | неизвестно            |                   |                  |
|        | Capitol Theatre                     | 1938 ранее   | Chefoo (Qifu)                    | неизвестно            |                   |                  |
|        | Roxy Theatre                        | 1939         | Bubbling Well Road               | не сохранился         |                   |                  |
|        | Hardoon Villa                       | 1941         | 910 Weihai Road                  | существует            |                   |                  |
|        | Queen’s Theatre                     | 1941         | Corner of Hankow and Tibet Roads | существует            |                   |                  |
|        | Royal Theatre                       | 1941         | Middle Fuxing Road               | существует            |                   |                  |
|        | Bank of Communications              | 1941         | 14 The Bund                      | существует            |                   |                  |